# The Blurred Crusade
The Blurred Crusade è il secondo album in studio del gruppo rock australiano The Church, pubblicato nel 1982.

## Tracce
1. Almost With You
2. When You Were Mine
3. Field of Mars
4. An Interlude
5. Secret Corners
6. Just for You
7. A Fire Burns
8. To Be in Your Eyes
9. You Took
10. Don't Look Back

## Formazione
- Steve Kilbey – voce, basso, tastiere, slide guitar
- Peter Koppes – chitarra, cori, percussioni, piano
- Marty Willson-Piper – chitarre, cori
- Richard Ploog – batteria, percussioni